# Kollegiatstift St. Paul (Freising)
St. Paul Freising war ein ehemaliges Kollegiatstift in Freising in Bayern in der Diözese Freising.

## Geschichte
Das Stift wurde 1251 durch Konrad von Tölz, Bischof von Freising gegründet. Das Stift hatte keine eigene Kirche, vier, später drei Kanoniker unter Leitung eines Seniors waren einem Stiftsaltar zugeordnet, dem Paulusaltar im südlichen Seitenschiff des Freisinger Doms. Über eigene Chorkleidung und Statuten verfügten die Chorherren nicht. Die Stiftsverwaltung lag beim Domstift. Ihre Aufgabe bestand darin, täglich am Chorgebet teilzunehmen und täglich eine Messe für den Bischof zu lesen. Das Kollegiatstift wurde 1802 im Zuge der Säkularisation aufgelöst.